# NLE Choppa
布赖森·拉申·波茨（英语：Bryson Lashun Potts，2002年11月1日 - ），艺名NLE Choppa（曾为YNR Choppa），美国饶舌歌手、歌手与词曲作家。他以其2019年1月的热播单曲“Shotta Flow”闻名，该曲获RIAA白金认证。 